# Jabučnica
La Jabučnica est une rivière de Bosnie-Herzégovine. Elle est un affluent de la Sutjeska. Elle fait partie du bassin versant de la mer Noire.
La Jabučnica prend sa source près du village de Jabuka, dans la municipalité de Gacko, République serbe de Bosnie. Elle coule dans le parc national de Sutjeska, formant un canyon apprécié des touristes.